# América 2
América 2 (América TV; vormals Canal 2) ist ein argentinischer Fernsehsender aus La Plata. Er gehört zusammen mit Telefe, Canal 13, Canal 7 und Canal 9 zu den fünf Sendern, deren Programme in einem großen Teil des Landes (z. T. über andere Sender) über Antenne empfangen werden können.

## Geschichte
Canal 2 La Plata wurde 1966 gegründet. Wegen seiner guten Empfangbarkeit in der Nachbarstadt Buenos Aires und ihrem Ballungsraum entwickelte sich der Sender bald zu einem der bedeutendsten des Landes.
1987 wurde er vom Medienunternehmer Héctor Ricardo García, der auch die Zeitung Crónica verwaltete, übernommen und in Teledos umbenannt. Es folgte eine Phase des kommerziellen Erfolges, bis sich García wegen Differenzen mit den Aktionären noch im selben Jahr zurückzog. Daraufhin erfolgte eine weitere Umbenennung in Tevedos, der Erfolg des Senders ließ nach.
1991 übernahm Eduardo Eurnekian den Sender und benannte ihn in América 2 um. Um ihn herum baute er ein Medienunternehmen namens Multimedios América auf, dem auch einige Hörfunksender sowie ein Kabelfernsehen-Unternehmen namens Cablevisión angehörten. Zu den Maßnahmen gehörte auch die Einrichtung einer Sendestation in Buenos Aires, um die bisher nur mangelhaft erreichbaren Gebiete des Ballungsraums besser abzudecken.
In der zweiten Hälfte der 1990er Jahre wechselte der Sender wiederum den Besitzer und kam an Carlos Ávila, der das Programm mit Fokus auf Journalismus und Sport neu ausrichtete. 2002 durchstand er eine schwere Krise, die mit der schlechten Wirtschaftssituation des Landes zusammenhing und beinahe zum Konkurs führte.
2005 kam América wegen eines Falls von Zensur in die Schlagzeilen, als aus einem bekannten humoristischen Format namens Televisión Registrada Beiträge eines Politikers entfernt wurden. Das Format, das zu den populärsten des Senders gehörte, wechselte daraufhin zu Canal 13. Im selben Jahr wurde ein Nachrichten-Ableger namens América 24 gegründet, der in ganz Lateinamerika über Kabel und Satellit zu empfangen ist.

## Bekannte Sendungen
Bekannte Sendungen des Programms sind die Nachrichten („América Noticias“), die Talkshow Almorzando con Mirtha Legrand, das Humor/Zapping-Format RSM sowie das Boulevardmagazin Intrusos en el Espectáculo. Zwischen 1995 und 1999 wurde über den Sender auch das bekannte Humorformat Caiga Quien Caiga ausgestrahlt, das heute zu Telefe gewechselt ist.